# 金城真左志
金城 真左志 (きんじょう まさし、1962年6月17日 - ）は、日本のキーボーディスト。
WINDSとおかげ様ブラザーズのメンバー。